# Whatsername
Pistes de American Idiot
Homecoming
(12)
Whatsername (ou What's Her Name traduit en français « Quel est son nom ») est la dernière chanson (13/13) de l'album American Idiot de Green Day.

## Genèse
L'album American Idiot se clôture sur Whatsername. Cette chanson ne donne pas de fin précise à l'histoire et on ne sait pas exactement ce qui arrive à Jesus of Suburbia lors de son retour chez lui. Il se remémore tous ces événements passés en appelant Whatsername de cette manière car ces moments sont désormais loin de lui et il n'est plus capable de se rappeler son vrai prénom.